# Final Fantasy Tactics Advance
Final Fantasy Tactics Advance (ファイナルファンタジータクティクスアドバンス?) es un videojuego desarrollado por Square Enix en 2003 para la consola Game Boy Advance.
Este juego es un spin-off de la popular serie Final Fantasy y, al igual que el videojuego de 1997 Final Fantasy Tactics para PlayStation, cambia el estilo original de la serie para embarcarse a un género más táctico. El jugador dirige a un clan con diferentes miembros y controla sus acciones en unos escenarios distribuidos por casillas. Los personajes pueden variar de clase libremente una vez que cumplen ciertos requisitos, lo que modifica su apariencia, habilidades y estadísticas.
La historia del juego se centra en cuatro niños; Marche, Mewt, Ritz y Doned, que viven en una pequeña ciudad llamada St. Ivalice. Los niños son trasportados a una versión de fantasía de su propia ciudad, "Ivalice", tras el descubrimiento de un libro mágico. Desde ese momento nos embarcamos en la aventura de Marche mientras intenta volver al mundo real, enfrentándose a todos los que se lo quieren impedir.
El juego consiguió unas críticas positivas lo que llevó a la aparición de una secuela: Final Fantasy Tactics A2: Grimoire of the Rift para Nintendo DS.

## Sistema de juego
Final Fantasy Tactics Advance es un juego de estrategia por turnos que tiene lugar en un campo de batalla tridimensional en perspectiva isométrica. El jugador toma el papel de Marche, que es el líder de un clan que deberá gestionar y hacer progresar a través de misiones a las que se suscribe en tabernas. El jugador deberá enfrentarse a otros equipos controlados por la IA en batallas por turnos en las que las acciones de los personajes se ejecutan instantáneamente.
Las misiones están divididas en cuatro categorías: misiones generales, de enfrentamiento entre clanes, de envío de personaje o de liberación de territorio. En las generales, Marche y su clan se dirigen a una localización en particular en la que se enfrentarán en batalla, y muchas de ellas son esenciales para progresar en la historia principal. En las misiones de enfrentamiento, habrá que vencer a un Clan rival que aparece aleatoriamente por el mapa general. En las de envío, Marche elegirá a un miembro del clan para que cumpla la misión de forma autónoma. Las de territorio permiten liberar una zona del mapa del enemigo. 
La moneda virtual del videojuego está representada por el «Guil», que permite la adquisición de armas y equipo nuevo, así como de puntos que pueden utilizarse para aprender nuevas habilidades.
El mapa del mundo inicial se halla vacío, y, a lo largo del desarrollo del juego, el jugador tiene la oportunidad de elegir en qué lugar se encontrarán las diferentes localizaciones que lo conformarán a través de un sistema de ranuras con fichas que representan ciertos territorios.
El juego posee, además, un sistema de calendario, y la época del año (los días van pasando en el juego y un mes representa veinte de ellos) puede alterar la cantidad de misiones disponibles en la taberna.
Final Fantasy Tactics Advance posee un modo multijugador para dos personas. De carácter cooperativo, permite el intercambio de objetos y la realización de ciertas misiones en las que se halla un enemigo común.

### Sistema de oficios
Hay un total de 34 "oficios" disponibles en Tactics Advance. Estos determinan las estadísticas, equipación y habilidades que puede usar cada personaje. La mayoría de las equipaciones del juego tienen una serie de habilidades asignadas a cada oficio, de modo que si una unidad se equipa el objeto correspondiente podrá usar esa habilidad que posee el objeto. Una vez que se termina la batalla, todas las unidades participantes recibirán Puntos de Habilidad (PH) que se distribuirán entre sus objetos equipados. Una vez que se han obtenido los suficientes PH de una habilidad, el personaje la habrá aprendido de forma permanente de forma que ya no necesitará mantener equipado el objeto en cuestión para usarla. Aprender distintas habilidades y en varios oficios distintos le permitirá al personaje acceder a nuevos oficios. Por ejemplo, para que una unidad humana pueda desempeñar el oficio Luchador, necesitará aprender previamente dos habilidades del oficio Soldado.
Las unidades pueden tener un oficio principal, que determinará el crecimiento de sus estadísticas y el equipo que pueden usar, y un oficio secundario, que permite usar las habilidades aprendidas de un oficio diferente a elección del jugador.
Tactics Advance incluye también cinco razas controlables: Los Humanos, los pequeños Moguris, los fuertes y con apariencia de lagartos Bangaa, las humanoides con orejas de conejo Viera y los expertos magos Nu Mou. Ciertos oficios solo estarán disponibles para determinadas razas. Además, cada raza tendrá también disponible una bestia guardiana denominada "Totema" que podrá ser invocada al campo de batalla si un miembro de esa raza ha recolectado 10 Puntos Justos (PJ) y, por supuesto, si previamente el clan ha derrotado a ese Totema en el transcurso de la historia.

### Leyes
Cada misión tiene sus propias leyes que se deben respetar para no ser penalizado por el juez de la batalla. Durante el juego el jugador podrá obtener cartas especiales que permiten poder quebrar algunas de ellas sin ser penalizado. Si se incumplen las leyes de manera reiterada Marche será enviado a prisión.
Las leyes son designadas por el Juez, árbitro invencible que estará presente en todos los combates, salvo en algunas zonas especiales. Las leyes prohíben el uso de ciertas armas, objetos, magias, cambios de estado... Incumplir una ley supone recibir una tarjeta amarilla o roja dependiendo de la gravedad de la falta. Al igual que en el fútbol, recibir dos tarjetas amarillas equivale a recibir una tarjeta roja: El personaje es expulsado del combate y deberá pasar un tiempo en prisión. No obstante, hay algunas zonas especiales donde no existen ni jueces ni leyes, los denominados Jagds. Esas zonas tienen también otra particularidad: Las unidades que queden fuera de combate y no sean revividas antes del final de la batalla, morirán permanentemente y no podrán volver a ser seleccionables en tu clan.
Al igual que hay leyes que prohíben cosas, los jueces también crean leyes que recomiendan el uso de otras. Como premio por seguir esas recomendaciones, las unidades recibirán Puntos Justos (PJ) necesarios para realizar Combos o invocar a un Totema. Estos JP también se podrán obtener al derrotar a un rival el combate. Una vez que se avanza lo suficiente en la historia, los jugadores podrán usar tarjetas de leyes, que crearán leyes nuevas, o anti-leyes, que anularán leyes existentes.

## Historia
Ivalice es un mundo creado por cuatro chicos normales: Marche Radiuju, nuevo estudiante y residente de San Ivalice; Mewt Randell, un chico tímido atado a la memoria de su madre; Ritz Malheur, una compañera de clase de Marche y Mewt con un fuerte temperamento; y Doned Radiuju, el hermano menor de Marche, incapacitado por una enfermedad. Mewt descubre en una antigua tienda de libros un viejo tomo que contiene una extraña inscripción. Tras leerla, Marche se despierta el día siguiente en el mundo mágico de Ivalice, una encarnación de las memorias del videojuego Final Fantasy que poseía Mewt.
Marche se encuentra separado de sus amigos y perdido en un mundo extraño, pero no duda en emprender una búsqueda que los lleve a todos de vuelta a su casa. Sus otros amigos y el padre de Mewt, Cid, descubren poco a poco, tras los esfuerzos de Marche, que este mundo idílico no es más que una fantasía creada para cumplir sus deseos: Mewt ya no es humillado, se ha reunido de nuevo con su madre y es el príncipe de Ivalice; Ritz ha perdido el color albino de su pelo; Doned puede caminar y ya no está enfermo; Marche es fuerte y atlético; Cid es el oficial de mayor rango de la nación y todos viven en el mundo del videojuego al que adoran.
Al final, Marche logra devolver a Ivalice a su forma original. Gracias a la destrucción de los cristales y la derrota de Li-Grim, le enseña al resto de niños que no pueden vivir para siempre en una fantasía, sino superar sus problemas en el mundo real. Gracias a la experiencia, el grupo se hace más fuerte y aprenden a vivir felices con su propia situación real.
Además de la historia principal, existe la historia paralela de los jueces. Este añadido a la historia, al que solo se puede acceder tras completar las 300 misiones principales del juego, muestra la corrupción de un grupo de jueces que pone en peligro la integridad de todo el sistema de Ivalice. Tras completar esta cadena de misiones, podemos observar un final alternativo en el que Marche se queda en Ivalice y se convierte en el próximo heredero de la espada de Gran Juez de Cid.

### Personajes
- Marche Radiuju: El héroe de nuestra historia. El juego comienza poco después de que Marche se mude a San Ivalice, el pueblo donde nació su madre. Las dos razones de esta mudanza son el divorcio de sus padres y la enfermedad de su hermano Doned, que podría mejorar en este nuevo ambiente. Su aventura empieza cuando todo Ivalice se transforma y pasa de ser un tranquilo pueblo normal en un mundo mágico. Marche será el principal encargado de recuperar la normalidad del mundo.

- Mewt Randell: Es un compañero de clase de Marche. Es un extraño muchacho que nunca se separa de su osito de peluche. Desde que su madre murió tras una larga enfermedad, su padre ha tenido problemas en el trabajo y la timidez de Mewt se ha vuelto enfermiza. Después de que encuentre un misterioso libro en una tienda de libros usados, todo su mundo cambiará.

- Ritz Malheur: Es la compañera de clase de Marche y Mewt. Al contrario que sus tranquilos amigos, Ritz habla sin tapujos y tiene un carácter decidido. Ella es la líder de su clan, donde todas las miembros son de la raza Viera, y su amiga durante el juego es Shara, una de ellas. Posee un secreto referente a su aspecto y esta perdidamente enamorada de Marche.

- Montblanc: Un moguri que conoce a Marche mientras este vaga confuso por las calles de Ivalice, y lo salva de un conflicto con un Bangaa. Aunque es pequeño, Montblanc es alguien en quien se puede confiar y, de hecho, se convertirá en un leal compañero de Marche. Montblanc es inicialmente un mago negro. Este personaje tiene otras apariciones en varios juegos de la saga Final Fantasy ambientados en Ivalice, como en Final Fantasy XII y Final Fantasy Tactics A2: Grimoire of the Rift.

- Nono: Es un moguri quien se conoce simplemente como el hermano menor de Montblanc, aunque sirve de ayuda ya que es un mercader con un famoso globo zepelín. Montblanc se refiere a él como un "Manitas", una clase de trabajo de los moguris en el juego.

- Doned Radiuju: Es el hermano menor de Marche. Al principio parece no gustarle el mundo "real", ya que es enfermizo de naturaleza y tiene que ir en una silla de ruedas (es porque es inválido de nacimiento). Durante el mundo de Ivalice recibe el apodo de "Orejas", ya que se dedica a repartir información sobre los clanes; se podría decir que es un soplón. No lucha en ningún clan pero sin embargo existe un clan llamado Facción Doned.

- Cid Randell: Es el padre de Mewt. En el mundo real tiene problemas de trabajo y bebida, mientras que en Ivalice juega como "Don Cid", el líder de los "jueces", al ser el sueño de Mewt que su padre triunfe. Cuando se da cuenta de que Marche tiene razón acerca del "otro mundo" separa a los jueces del palacio y termina ayudando a Marche, incluso usando él una anti-ley.

- Shara: Una viera que acompaña a Ritz en su clan. Su trabajo inicial es el de francotiradora.

- Ézel Berbier: Hasta que Marche no decide destruir los cristales, este Nu Mou es el más buscado por el palacio, por ser el creador de las próximamente famosas e ilegales anti-leyes, capaces de anular las leyes de los combates. Ézel es el encargado de su propia tienda de anti-leyes, y luego se vuelve el mediador de la discusión entre el palacio y la resistencia. El oficio inicial de Ézel es un Hermético.

- Babus Swain: El protector de Mewt en Ivalice. Este Nu Mou ama a su reina y a Mewt por encima de todas las cosas, lo que lo llevó a enfrentarse a Marche cuando este quería destruir los cristales. Al no cumplir con su deber la reina retira a Babus del encargo de proteger a Mewt y lo sustituye por Llednar. El oficio inicial de Babus es "Cazarunas".

- Llednar Twem: Se convierte en el protector de Mewt en sustitución de Babus. Al principio es invencible, revelándose después que esto es resultado de una combinación de todo lo negativo que hay en Mewt y de un sello usado por la reina, anulado por la anti-ley especial creada por Ézel y usada por Cid para anular la ley "Fortuna". Su oficio es un Bismatar. Una curiosidad sobre Llednar es que su nombre completo es Llednar Twem, que en realidad es Mewt Randell escrito al revés (ya que Llednar es la unión de todo lo negativo de Mewt).

- Reina Remedí: Es la madre de Mewt y reina del mundo mágico de Ivalice. Su mera existencia se puede considerar como una de las bases del mundo mágico de Ivalice.

## Desarrollo
Los rumores del desarrollo del juego comenzaron desde que Square anunció su acuerdo con Nintendo por el cual volverían a aparecer juegos de la saga Final Fantasy en las consolas de dicha compañía. El equipo de desarrollo de Tactics Advance, Product Development Division-4, fue construido con los trabajadores de Quest Corporation y empezaron a trabajar en el juego en febrero de 2002. Aunque al principio se pensó realizar una nueva versión del Final Fantasy Tactics de PlayStation, finalmente se decidió crear una nueva historia y añadir varios cambios significativos en el planteamiento general del juego para hacerlo más acorde a los usuarios de la consola portátil Game Boy Advance.
Final Fantasy Tactics Advance usa el sistema de juego de Final Fantasy Tactics, pero introduciendo varios cambios importantes, como el mapa de Ivalice completamente editable. Los gráficos del juego son muy coloridos y detallados a pesar de que tanto los escenarios como los personajes están realizados completamente por sprites.
En Japón, la historia de Final Fantasy Tactics Advance dio el salto a la radio a través de una radionovela. "Final Fantasy Tactics Advance Radio Edition" fue emitido en cuatro estaciones de radio japonesas desde enero hasta marzo del 2003 y fue comercializada posteriormente en cuatro CD.

## Música
La música de Final Fantasy Tactics Advance fue compuesta casi en su totalidad por Hitoshi Sakimoto, con la ayuda de Kaori Ohkoshi y Ayako Saso; Nobuo Uematsu se encargó de realizar el tema principal. La Banda sonora original de Final Fantasy Tactics Advance fue publicada por DigiCube el 19 de febrero de 2003. Contiene dos discos y 74 temas. El primer disco ofrece la banda sonora completa tal y como se escucha en el juego, mientras que el segundo ofrece 32 versiones de los temas más importantes pero interpretados por una orquesta. Una versión new age de la banda sonora, realizada por Yo Yamazaki, Akira Sasaki y Satoshi Henmi llamada "White: Melodies of Final Fantasy Tactics Advance" fue editada por SME Visual Works en febrero del 2003. En el juego en sí, toda la banda sonora está comprimida en formato MIDI.
En cuanto a los efectos sonoros, todos son simples y similares a juegos posteriores de la saga para Game Boy Advance. No hay voces en el juego.

## Recepción
Final Fantasy Tactics Advance logró vender más de 450 000 copias en el año 2003 solo en Japón, 250 000 de ellas se lograron en la primera semana. En el informe de gestión de Square Enix publicado en agosto del 2004, la compañía anunció que el juego había superado el millón de unidades entre Europa y Estados Unidos.
El juego fue bien recibido en el mercado. La combinación de gráficos coloridos, música y sistema de juego no muy común en occidente repercutió en el impacto del título, logrando alzarse con el premio al mejor juego para consola portátil (Handheld Game of the Year) en los "7th Annual Interactive Achievement Awards", concedidos por la Academia de las Ciencias y Artes Interactivas. Las principales críticas al juego se centraron en la pérdida de dramatismo en la historia con respecto al título de PlayStation y la simplificación de muchos elementos estratégicos para hacer el juego más acorde al público de la portátil de Nintendo.
En 2007, Final Fantasy Tactics Advance aparece en el puesto 14 de los mejores títulos para Game Boy Advance de todos los tiempos según IGN. Y para Nintendo Power, aparece en el puesto 67 en la lista de mejores juegos de toda la historia de Nintendo.